# 史蒂芬妮·范菲登
史蒂芬妮·克里斯蒂娜·貝隆尼斯·范菲登（1973年11月25日—）是一位德國裔加拿大女演員。知名演出作品如電影《我的同學不是人》（2004年）、《波西傑克森：神火之賊》（2010年），以及電視劇《太空堡垒卡拉狄加》（2006年）。

## 早期生活
史蒂芬妮·范菲登生於不列颠哥伦比亚省溫哥華。父母是德國貴族的赫爾曼·范菲登（Stefanie Christina Baroness von Pfetten）男爵及其第三任妻子海德倫·瑞爾（Heidrun Reel）。高中畢業後，她去了奧地利維也納。後來，她在德国巴伐利亚慕尼黑學習藝術史。曾在維也納的蘇富比工作一段時間。回到溫哥華後決定成為演員。

## 外部連結
- 史蒂芬妮·范菲登在互联网电影资料库（IMDb）上的資料（英文）
- 史蒂芬妮·范菲登的Facebook專頁